# Walden Media

Das Logo der Produktionsgesellschaft

Walden Media ist eine US-amerikanische Filmproduktionsgesellschaft mit Firmensitz in Los Angeles. Eine weitere Außenstelle, die für die Knüpfung und Pflege von Kontakten, Publikationen und Bildungsangebote zuständig ist, befindet sich in Boston.

## Geschichte
Walden Media wurde 2000 von Michael Flaherty und Cary Granat gegründet. Granat war vorher Präsident von Dimension Films, einem Tochterunternehmen von Miramax; Flaherty kommt aus dem Bildungswesen. Das Unternehmen wird von dem Milliardär Philip Anschutz finanziell unterstützt.
Eine der ersten Produktionen von Walden war die IMAX-Dokumentation Die Geister der Titanic (original: Ghosts of the Abyss) unter der Regie von Titanic-Regisseur James Cameron. Der erste größere Film, Das Geheimnis von Green Lake (original: Holes), wurde 2003 veröffentlicht. Er erhielt gute Kritiken und konnte auch an den Kinokassen überzeugen. Mit Die Chroniken von Narnia: Der König von Narnia ging Walden Media ein hohes finanzielles Risiko ein. Dies machte sich aber bezahlt, denn der Film wurde ein internationaler Blockbuster und ist die bisher erfolgreichste Produktion in der noch jungen Firmengeschichte. Jedoch musste auch schon eine Reihe von finanziellen Misserfolgen hingenommen werden. So konnten mit Filmen wie In 80 Tagen um die Welt (2004) oder Hoot (2006) mit den reinen Kinoeinnahmen nicht einmal die Produktionskosten wieder eingespielt werden.

## Produktionen

### Auswahl der Produktionen
Der Großteil der Produktionen sind Literaturverfilmungen; meist von besonders im englischen Sprachraum bekannten und weit verbreiteten Kinder- und Jugendbüchern. Oft handelt es sich bei den Filmen um Märchenfilme (z. B. Winn-Dixie – Mein zotteliger Freund) oder Fantasyfilme (z. B. Die Chroniken von Narnia: Der König von Narnia). Manche Filme sind eher anderen Kategorien zuzuordnen, enthalten jedoch Elemente aus den Bereichen Märchen oder Fantasy. Die Übergänge zwischen den einzelnen Genres sind an vielen Stellen fließend. Der überwiegende Teil der Produktionen zählt zum klassischen Familienfilm. Walden hat aber auch Abenteuerfilme, Dokumentationen und Biographien im Programm.
Wenn möglich, arbeitet man eng mit den Buchautoren bzw. Familienangehörigen oder Nachlassverwaltern dieser zusammen und entwickelt den Film und das Drehbuch in Teamarbeit. So ist bei der gesamten Produktion von Der König von Narnia Douglas Gresham, der Stiefsohn von Autor C. S. Lewis involviert gewesen. Bei der Umsetzung von Brücke nach Terabithia wurde auch die Autorin Katherine Paterson mit einbezogen; ihr Sohn David Paterson schrieb am Drehbuch des Films mit und ist Co-Produzent. Durch diese Arbeitsweise möchte man sicherstellen, dass die Filme sich möglichst nah an die Buchvorlage halten und die Inhalte nicht verfälscht werden.

### Produktionspartner
Walden Media ist nur im Bereich der Produktion von Filmen tätig und besitzt keinen eigenen Filmverleih. Daher arbeitet man oft mit anderen bekannten Produktionspartnern zusammen. Diese sind im Allgemeinen für den Verleih der Filme sowie für Marketing und Vertrieb zuständig. Walden hat jeweils Verträge für einzelne Filme mit einigen großen Hollywood-Studios geschlossen, darunter 20th Century Fox, New Line Cinema und Paramount Pictures.
Die meisten seiner Filme produziert Walden Media jedoch in Zusammenarbeit mit Walt Disney. Dies liegt vor allem daran, dass es sich oft um Kinder- und Jugendfilme handelt und Disney auf diesem Gebiet über eine große Erfahrung und Akzeptanz verfügt.

### Regisseure und Schauspieler
Bei der Besetzung von Schauspielern fällt auf, dass hier oft Personen eingestellt werden, die wenig oder gar keine Erfahrung auf diesem Gebiet haben. So hatten bei Die Chroniken von Narnia: Der König von Narnia drei der vier Hauptdarsteller entweder noch nie oder erst ein Mal in einem Spielfilm mitgewirkt. Auch für AnnaSophia Robb war die Rolle der Opal in Winn-Dixie – Mein zotteliger Freund ihre erste große Spielfilmrolle, nachdem sie vorher lediglich bei zwei TV-Produktionen mitgewirkt hatte.
Für die Regisseure der Filme gilt in einigen Fällen das Gleiche. Sie kommen oft aus dem Bereich der visuellen Effekte oder haben bereits als Produzenten oder Drehbuchschreiber gearbeitet. So war das Großprojekt Der König von Narnia der erste Realfilm für Regisseur Andrew Adamson. Vorher hatte er lediglich die beiden ersten Shrek-Filme inszeniert. Auch für Gabor Csupo war Brücke nach Terabithia seine allererste Regiearbeit.

## Ziele
Eines der Ziele von Walden Media ist es, die klassische Kinounterhaltung mit dem Spaß am Lernen zu verbinden. Um dieses Ziel zu erreichen, arbeitet man mit Schulen, Verbänden, Bibliotheken, Museen und kirchlichen Gruppen zusammen und bietet gemeinsam entwickelte Lehrmittel und Materialien für Unterricht und Gruppenstunden rund um die eigenen Filme an. Viele der Bücher, die den Filmen zugrunde liegen, wurden bereits vor der Verfilmung im Schulunterricht eingesetzt. Besonders verbreitet sind sie üblicherweise in englischsprachigen Staaten. Zu den Zielen des Unternehmens sagt der Mitbegründer Michael Flaherty in einem Interview folgendes:
„Wir möchten eine Stimme für Eltern, Lehrer, Pastoren, Jugendleiter und andere Menschen sein, die aktiv mit Kindern und Jugendlichen arbeiten. Wir finden heraus, welche Geschichten diese Kids wirklich lieben und auch lesen.[…] Und genau das will „Walden Media“ erreichen – die Leute zurück zum Buch zu bringen, das dem Film zugrunde liegt, und dabei nicht nur eine Liebe zu diesem Buch, sondern zur Literatur im Allgemeinen wecken.“
Ein weiteres Ziel des Unternehmens, das mit dem ersten eng zusammenhängt, ist die Vermittlung von Werten. Man möchte erzieherisch besonders auf die Zielgruppe Kinder und Jugendliche einwirken und ihnen Werte vermitteln, die nach dem Verständnis der Firmengründer für jeden Menschen wichtig sind. Diese Intention haben auch die Autoren der zugrunde liegenden Bücher. Oft drehen sich die Filme (und auch die Bücher) daher um Themenkomplexe wie Freundschaft, Liebe (nicht im erotischen Sinn), Mut, Verantwortung und Vergebung.

## Kritik
Weil die Ziele von Walden Media über das allgemeine Ziel der gesamten Filmbranche, die Unterhaltung der Zuschauer, hinausgehen, stand das Unternehmen in seiner noch sehr kurzen Firmengeschichte bereits oft in der Kritik. Häufig wird den Verantwortlichen Wertkonservatismus vorgeworfen und der meist christlich-religiöse Hintergrund der ausgewählten Bücher kritisiert.
Besonders hoch schlugen die Wellen im Vorfeld der Veröffentlichung der Lewis-Verfilmung Die Chroniken von Narnia: Der König von Narnia im Dezember 2005. Der Film wurde hauptsächlich von der deutschen, seltener aber auch von der amerikanischen Presse heftig kritisiert. Unter anderem wurde der Vorwurf erhoben, Kinder sollten mit den präsentierten Inhalten indoktriniert werden. Auch die Marketing-Strategie, die teilweise auf eine christlich geprägte Zielgruppe ausgerichtet war, stand in der Kritik. Die Kritiker warfen dem Film vor, er würde sich an „fundamentalistische“ oder „militante“ Christen richten.

## Filme (Auswahl)
| - 2003: Das Geheimnis von Green Lake (Holes) - 2004: In 80 Tagen um die Welt (Around the World in 80 Days) - 2005: Die Chroniken von Narnia: Der König von Narnia - 2006: Schweinchen Wilbur und seine Freunde (Charlotte's Web) - 2006: Amazing Grace - 2007: Brücke nach Terabithia (Bridge to Terabithia) - 2008: Die Chroniken von Narnia: Prinz Kaspian von Narnia - 2008: Die Reise zum Mittelpunkt der Erde (Journey to the Center of the Earth) - 2008: City of Ember – Flucht aus der Dunkelheit - 2010: Zahnfee auf Bewährung (The Tooth Fairy) - 2010: Die Chroniken von Narnia: Die Reise auf der Morgenröte - 2010: Schwesterherzen – Ramonas wilde Welt (Ramona and Beezus) | - 2012: Die Reise zur geheimnisvollen Insel (Journey 2: The Mysterious Island) - 2012: Mavericks – Lebe deinen Traum (Chasing Mavericks) - 2014: Hüter der Erinnerung – The Giver (The Giver) - 2015: Everest - 2016: BFG – Big Friendly Giant (The BFG) - 2017: Bailey – Ein Freund fürs Leben (A Dog’s Purpose) - 2017: Wunder (Wonder) - 2019: Dora und die goldene Stadt (Dora and the Lost City of Gold) - 2020: Chaos auf der Feuerwache (Playing with Fire) |